# Liudmila Rudenko
Lyudmila Vladímirovna Rudenko (en ruso: Людми́ла Влади́мировна Руде́нко; en ucraniano: Людмила Володимирівна Руденко) (Lubní, Imperio Ruso; 27 de julio de 1904 - Leningrado, Unión Soviética; 28 de febrero de 1986) fue una economista-planificadora y ajedrecista ucraniana y la segunda en la historia del ajedrez en ser campeón del mundo (1950-1953) y la primera mujer en convertirse en campeona del mundo, además fue; Gran Maestro Internacional (1976), maestro internacional entre hombres (1950), Maestro Honorario de Deportes de la URSS (1953).

## Biografía
Oriunda de Lubní, una ciudad de Ucrania que en aquel momento formaba parte del Imperio ruso, empezó a practicar ajedrez a los 10 años, luego de que su propio padre le enseñara. Luego de obtener un título de grado en Economía, Lyudmila se mudó a Moscú por un tiempo y comenzó a jugar al ajedrez profesionalmente, obteniendo el campeonato de la ciudad en 1928.
Se casó con el científico Lev Davidovich Goldstein, con quien tuvo un hijo en 1931. Mientras, Rudenko comenzó a entrenar bajo las órdenes del maestro Piotr Romanovski y se consagró campeona del campeonato de Leningrado en tres oportunidades. 
Rudenko también es recordada por su humanismo, ya que durante el asedio de 900 días de los nazis sobre Leningrado, durante la Segunda Guerra Mundial, Rudenko organizó y alistó un tren para evacuar a los chicos. Más de un millón de civiles murieron en esa época. Los pequeños se habían quedado atrás durante la evacuación de la fábrica de armamento en la que ella también trabajaba, pero los rescató y los metió en un tren que pudo salir de la ciudad antes de que los alemanes la bloquearan por un periodo de casi dos años y medio. Rudenko destacó este trabajo de evacuación como el mayor logro de su vida, por encima de haber conseguido el campeonato mundial de ajedrez femenino.
En 1950 fue nombrada Maestra internacional, y en 1956 recibió el título de Gran Maestra, allanando el camino para que miles de mujeres siguieran la disciplina. Lyudmila Rudenka falleció el 4 de marzo de 1986, a los 81 años, en Leningrado. Aún hoy es recordada por sus logros, los mismos que en 2015 le valieron el ingreso al Salón de la Fama del Ajedrez.